# サバン・キャピタル・グループ
サバン・キャピタル・グループ （Saban Capital Group LLC、略称：SCG） は、アメリカ合衆国の投資会社。メディア・エンターテイメント関係に特化する。本社はカリフォルニア州ロサンゼルスにある。

## 概要
ハイム・サバンがニューズ・コープとともに経営していたFoxファミリー・ワールドワイド及びサバン・エンターテイメントがウォルト・ディズニー・カンパニーに買収された事を受けて2001年に設立した。2002年に事務所をカリフォルニア州ウエストウッドからセンチュリーシティーに移転した。
2010年にアジア地域への投資を開始。

## 主な投資先

### 現在
- ユニビジョン・コミュニケーションズ（2007年3月 - ）[5]
- タオミー・ホールディングス（2011年6月 - ）[6]
- メディア・ヌサンタラ・シトラ（2011年11月 - ）[7]
- MNCスカイ・ビジョン（2012年7月 - ）[8]
- パートナー・コミュニケーションズ（2013年1月 - ）[9]
- アイアン・ソース（2014年8月 - ）[10]
- PlayBuzz（2015年3月 - ）[11]
- Vessel（2015年4月 - ）[12]
- Qoo10（2015年7月 - ）[13]

### 過去
- プロジーベンザット1メディア（2003年8月 - 2007年3月）[14]
- Bezeq The Israel Telecommunication Corp（2005年10月 - 2010年4月）[15]
- Keshet Broadcasting（2005年10月 - 2008年7月）[16]

## 関連企業

### サバン・ミュージック・グループ
2002年に設立された音楽出版社。2010年10月にバグ・ミュージックに売却された。
前身となるサバン・レコードは『UFOロボ グレンダイザー』のフランス語版主題歌のレコードをリリースする為に設立されたレコード会社。フランスにおいて業績を伸ばし、1983年にアメリカに進出。

### バーチャル・スタジオ
2006年に設立されたテレビ番組製作会社。最初の作品としてコンピュータアニメーションと実写の合成番組『Hollywood Star Dogs』を発表した。

### サバン・ベンチャーズ
サバン・キャピタルのベンチャー投資部門として2008年に設立された。

### サバン・リアル・エステイト
2009年に設立された不動産投資会社。

### セレスティアル・タイガー・エンターテイメント
香港で専門チャンネル運営などを行うエンターテイメント企業。元はライオンズゲートの子会社タイガー・ゲートで、2010年4月にSCGとライオンズゲートが提携を結んだ際に、両社の共同経営となった。
2011年12月にセレスティアル・ピクチャーズも経営に加わり、現社名に変更された。

### サバン・キャピタル・グループ（アジア）
アジア地域での投資を担当する子会社、2012年に香港オフィスを設立後、2013年にシンガポールにオフィスを移転した。

### サバン・ブランド
2010年5月にウォルト・ディズニー・カンパニーからパワーレンジャーシリーズの権利を買収した際に設立されたブランド投資・管理会社。ハズブロにエンターテイメントブランドを売却した後、2018年7月2日に閉鎖された。

### サバン・フィルムズ
2014年5月に設立された映画配給会社。最初の配給作品はトミー・リー・ジョーンズ監督作品『ミッション・ワイルド』。